# Walliswil bei Niederbipp
Walliswil bei Niderbipp es una comuna suiza del cantón de Berna, situada en el distrito administrativo de Alta Argovia. Limita al norte con la comuna de Oberbipp, al este con Bannwil, al sur con Berken y Walliswil bei Wangen, y al oeste con Wiedlisbach.
Hasta el 31 de diciembre de 2009 situada en el distrito de Wangen.